# 小松美彦
小松 美彦（こまつ よしひこ、1955年 - ）は、日本の生命倫理学者、科学史家。東京大学客員教授。
専攻は科学史・科学論、生命倫理学、死生学。
人間の死生問題や、現代の科学技術の問題について、歴史縦断的・文理横断的に論じている。
また、死生と科学技術をめぐる倫理を批判的に考察しており、特に脳死臓器移植と安楽死・尊厳死に対する根本批判の最先鋒。
「生権力」の観点から論じることが多い。
漫画『あしたのジョー』のファンとしても知られ、2009年4月10日号『週刊読書人』に「福島泰樹・小松美彦対談 あしたのジョー復活」が掲載された。
また白土三平作品にも造詣が深く、2022年1月28日号『週刊読書人』に「〈生〉と〈死〉を描きつづけた作家・白土三平 追悼 『カムイ（外）伝』は何を追究したのか」が掲載された。
独自の講義を行うことでも知られ、『必殺シリーズ』や『高校教師』を扱った講義については、タレントの三浦奈保子がラジオ番組で京本政樹と語り合った。
教え子であるフットリンガル代表のタカサカモト著『東大八年生 自分時間の歩き方』（講談社）の「人生を変えた授業」では、イラストとともに登場し、その授業内容の詳細が活写されている。

## 略歴
東京都生まれ。父は古筆学者の小松茂美。
1982年、東京大学教養学部基礎科学科卒業。1989年、同大学院理学研究科科学史・科学基礎論専攻博士課程満期退学。
1994年、玉川大学文学部助教授。2000年、東京水産大学助教授。2002年、同大教授。2003年、合併により東京海洋大学教授。2013年、武蔵野大学教授。
2015年、博士（学術）（東京大学）。
2018年、東京大学大学院人文社会系研究科教授
2021年、東京大学を定年退職後、東京大学大学院総合文化研究科客員教授。

## 著書
- 『死は共鳴する - 脳死・臓器移植の深みへ』（勁草書房） 1996
- 『黄昏の哲学 - 脳死臓器移植・原発・ダイオキシン』（河出書房新社） 2000
- 『対論 - 人は死んではならない』（春秋社） 2002
- 『脳死・臓器移植の本当の話』（PHP新書） 2004
- 『自己決定権は幻想である』（洋泉社、新書y） 2004
- 『生権力の歴史 - 脳死・尊厳死・人間の尊厳をめぐって』（青土社） 2012
- 『生を肯定する - いのちの弁別にあらがうために』（香川知晶, 市野川容孝, 荒川迪生, 金森修, 小泉義之, 片山容一、青土社） 2013 - 対談集
- 『「自己決定権」という罠 - ナチスから相模原障害者殺傷事件まで』言視舎　2018
- 『「自己決定権」という罠 - ナチスから新型コロナ感染症まで』現代書館　2020

### 共編著
- 『宗教と生命倫理』（土井健司共編、ナカニシヤ出版、叢書倫理学のフロンティア） 2005
- 『メタバイオエシックスの構築へ - 生命倫理を問いなおす』（香川知晶共編、NTT出版） 2010　ISBN 4757160496
- 『いのちの選択 - 今、考えたい脳死・臓器移植』（市野川容孝, 田中智彦共編、岩波ブックレット） 2010　ISBN 4002707822
- 『生命倫理の源流 - 戦後日本社会とバイオエシックス』（香川知晶共編、岩波書店） 2014
- 『東洋 / 西洋を越境する - 金森修科学論翻訳集』（坂野徹, 隠岐さや香共編、読書人） 2019
- 『〈反延命〉主義の時代：安楽死・透析中止・トリアージ』（市野川容孝, 堀江宗正共編、現代書館） 2021

## 翻訳（共訳）
- 「動植物に共通する生命現象」（クロード・ベルナール、長野敬編、朝日出版社、『科学の名著 第Ⅱ期9 ベルナール』所収） 1989
- 『生と死の生理学研究』（マリー・フランソワ・グザヴィエ・ビシャ、中川久定, 村上陽一郎責任編集、国書刊行会、『一八世紀叢書Ⅶ 生と死 生命という宇宙』所収） 2020